# أليخاندرو أبلاي
أليخاندرو أبلاي (بالإسبانية: Alejandro Aballay؛ بالإنجليزية: Alejandro Aballay) هو أحيائي أرجنتيني وأمريكي، ولد في القرن العشرين في الأرجنتين.